# Christian Benteke
Christian Benteke Liolo (Kinshasa, Republica Democratică Congo; 3 decembrie din 1990) este un fotbalist internațional belgian de origine congoleză. Joacă ca atacant și actuala lui echipă este DC United din MLS.
A fost născut în Kinshasa, Congo în 1990. El și familia lui au fugit în timpul regimului lui Mobutu și a emigrat în Liège, Belgia.

## Cariera

### Belgia
Benteke a jucat în rândurile tineretului lui JS Pierreuse și apoi la Standard Liège înainte de a trece la Genk. A revenit la Standard în ianuarie 2009. Pe 7 august 2009 s-a alăturat lui KV Kortrijk ca împrumut. A petrecut sezonul următor ca împrumut la Mechelen, ca parte a transferului lui Aloys Nong, care s-a mutat de la Mechelen la Standard Liège. S-a întors la Genk , în 2011, a marcat 19 goluri în 37 de meciuri în timpul unui sezon la club.

### Aston Villa
Pe 31 august 2012, a plecat în Premier League. Aston Villa a plătit în jur de £ 7 milioane de Lire sterline. Benteke a spus că a fost un vis devenit realitate a juca în Premier League și i-a mulțumit jucătorilor și directorului tehnic de la KRC Genk pentru transferul lui. Pe 15 septembrie 2012, Benteke a marcat la debutul său pentru Aston Villa în victoria, 2-0 cu Swansea City, după ce a intrat ca substitut lui Andreas Weimann. 
Pe 29 aprilie 2013 Christian Benteke a marcat primul său hat-trick cu tricoul lui Aston Villa în victoria echipei sale, 6-1 cu Sunderland pe Villa Park, care a fost un record absolut în istoria clubului, de a fi primul jucător pentru a ajunge la cifra de 18 goluri într-un singur sezon pentru "ticăloși".
După genialul primul sezon în Birmingham a atras interesul mai multor dintre cele mai bune cluburi din Anglia, Benteke a prezentat o cerere de transfer la clubul său, pe 8 iulie 2013.

### Liverpool FC
În sezonul 2014-15 Liverpool îl transferă pe Benteke pe o suma de aproape 46 de milioane de euro. A anotat primul lui gol cu Bournemouth în a doua etapă.

### Crystal Palace
Pe 20 august 2016, semnează cu Crystal Palace pe 26 de milioane de lire sterline.